# Otto Friedrich Wolf

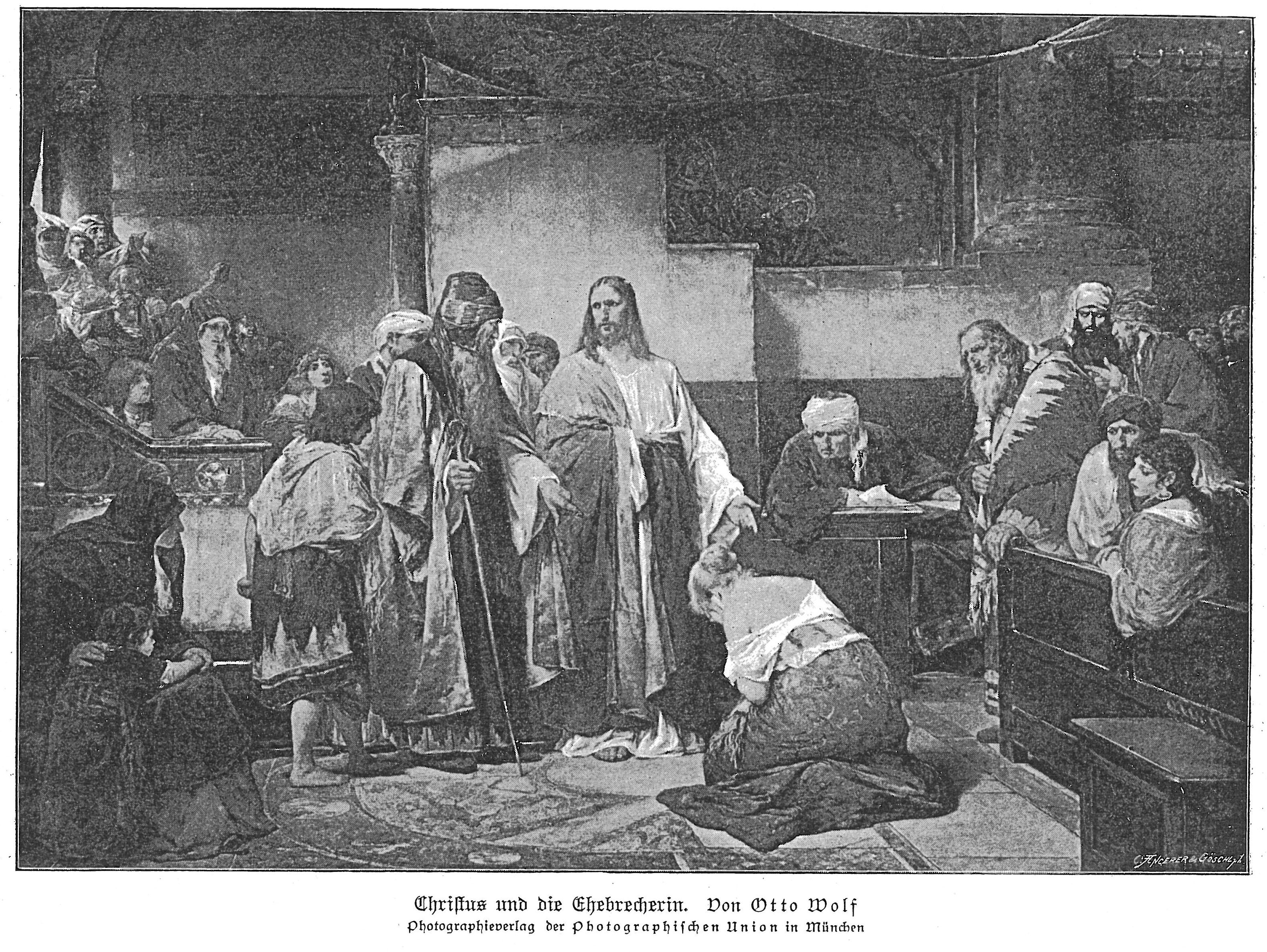
Otto Wolf – Christus und die Ehebrecherin

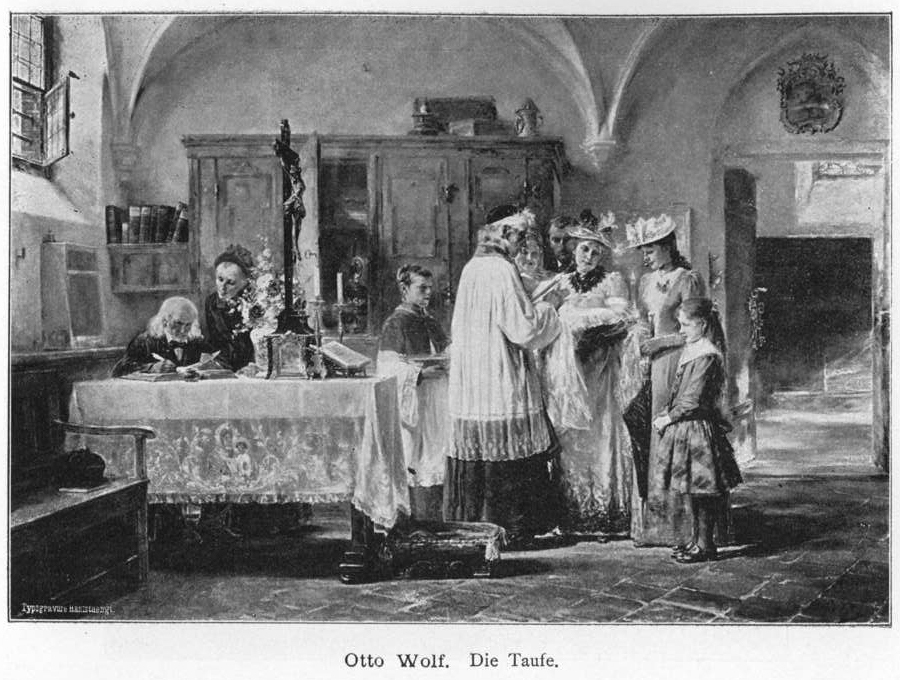
Otto Wolf – Die Taufe

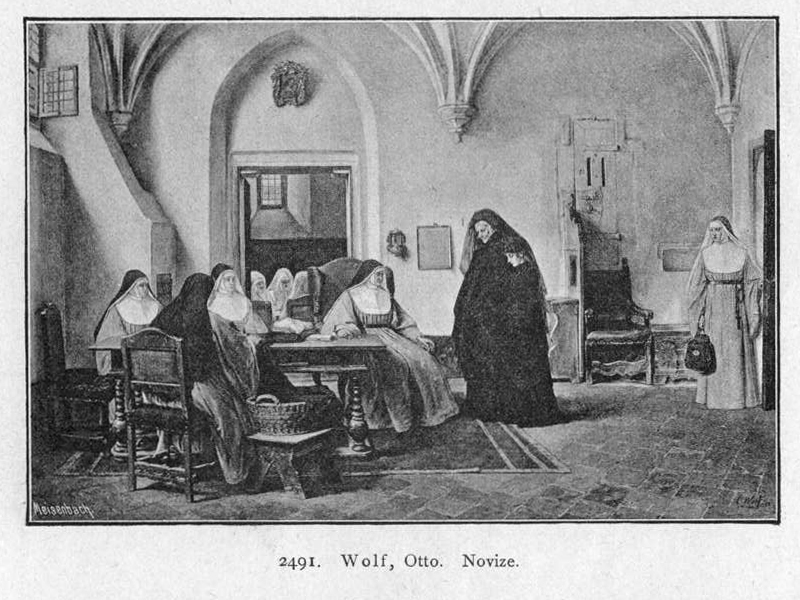
Otto Wolf – Novize

Otto Friedrich Wolf, Pseudonym: Wolf-Oschatz (* 8. Februar 1855 in Oschatz; † 23. Juni 1940 in München) war ein deutscher Maler.

## Leben
Otto Wolf wurde als Sohn des Zimmermalers Wolf in Oschatz geboren. Er hatte drei Brüder und zwei Schwestern. Mit 14 Jahren kam Otto Wolf in die Meißner Porzellanfabrik als Blumenmaler. Kurze Zeit später begann er an der Dresdner Akademie als Schüler von Ferdinand Wilhelm Pauwels seine künstlerische Ausbildung. Kaiser Wilhelm I. kauft das Bild Florian Geyer und Wolf bekam daraufhin ein Auslandsstipendium. 1879 ging er nach Paris, um bei William Adolphe Bouguereau zu studieren. Am 4. November 1882 schrieb er sich unter der Nummer 4280 in die Akademie der Bildenden Künste München ein und studierte bei Ludwig von Löfftz.
Seine politische Heimat fand Wolf in der NSDAP, deren Gründungsmitglied er war. Am 23. Juni 1940 starb er infolge eines Schlaganfalls. Die Feuerbestattung fand am 26. Juni 1940 in München statt.
Die Ausstellung „Bildwerke Oschatzer Künstler“ in der Aula der Hans-Schemm-Schule vom 22. Februar bis 17. März 1941 zeigte unter anderem 21 Gemälde und Studien von ihm.
Im Jahr 1886 schuf er sein größtes Werk Christus und die Ehebrecherin, das von der Kritik interessiert aufgenommen und in Zeitschriften abgedruckt wurde.

## Werke
- Die Taufe (1894 in Dresden ausgestellt)
- Die Novize (1888 in München ausgestellt)
- Bange Stunden (1890 in München ausgestellt)
- Das Haupt der Medusa 48 × 54 cm Öl auf Leinwand;
- Gypsy Girl 71 × 61 cm Öl auf Leinwand
- im Bestand der Bayerischen Staatsgemäldesammlungen sind:
  - Die Heimkehr Nr. 9503
  - Interieur Nr. 10149

## Weiterführende Literatur
- Münchner Maler im 19. Jahrhundert. Band 4: Saffer–Zwengauer. Bruckmann, München 1983, S. 399.
- Friedrich Pecht: Die Kunst für Alle. Erster Jahrgang, Verlagsanstalt für Kunst und Wissenschaft, München 1886, S. 270.
- Die Kunst für Alle, Friedrich Pecht, Dritter Jahrgang, Verlagsanstalt für Kunst und Wissenschaft, München 1888, S. 298.
- Wolf, Otto Friedrich. In: Hans Vollmer (Hrsg.): Allgemeines Lexikon der Bildenden Künstler von der Antike bis zur Gegenwart. Begründet von Ulrich Thieme und Felix Becker. Band 36: Wilhelmy–Zyzywi. E. A. Seemann, Leipzig 1947, S. 215 (biblos.pk.edu.pl).
- Der Oschatzer Gemeinnützige. 26. Juni 1940.
- 2. Blatt des Oschatzer Tageblatt und Anzeiger. 26. Juni 1940.
- 1. Blatt zur Oschatzer Kreiszeitung. Januar–März 1941.